# ما (فلم)
مـا (بالإنجليزية: Ma)، هو فيلم رعب نفسي، تم إنتاجه في 31 مايو 2019، من إخراج تيت تايلور، ومن بطولة أوكتافيا سبنسر وجوليت لويس.

## القصة
تنتقل المراهقة ماجي طومسون مع والدتها إيريكا إلى مسقط رأس والدتها في أوهايو بعد أن تركها زوج إيريكا. في مدرستها الثانوية الجديدة، تصادق ماجي هيلي وداريل وتشاز وآندي، الذين أعجبوا بها على الفور. لقد أقنعوا سو آن "ما" إلينغتون، وهي فنية بيطرية، بمساعدتهم في شراء الكحول لأنهم لم يبلغوا السن القانونية الكافية لشرائه بأنفسهم. أبلغت سو آن عن أنشطتهم بشكل مجهول، لكن تم إطلاق سراحهم بسبب تاريخ الضابط مع والد آندي، بن. في اليوم التالي، دعت سو آن المراهقين للشرب في قبو منزلها. بمرور الوقت، يصل العديد من المراهقين الآخرين إلى منزلها للاحتفال، مما يجعلها تحظى بشعبية كبيرة بين الطلاب. ومع ذلك، فإن المجموعة تنزعج لأن سو آن تضايقهم باستمرار لقضاء بعض الوقت معها. ذات ليلة قامت بتخدير ماجي وأخذت أقراطها. في صباح اليوم التالي، وجدت ماجي جروحًا وكدمات في جسدها وأقراطها مفقودة. ماجي الخائفة تخبر آندي أنها لم تعد ترغب في الذهاب إلى منزل سو آن وأنها لا تريده أن يذهب أيضًا. ولاستعادة ثقة المجموعة، تكذب "سو آن" بأنها مصابة بسرطان البنكرياس. لاحظت هالي أن سو آن ترتدي سوارًا يخص أحد الأصدقاء. تشتبه الفتيات في أن سو آن كانت تسرق مجوهراتهن واقتحمت منزلها للتحقيق. يتفاجأون بجيني، ابنة سو آن من زواج فاشل؛ تتفاجأ ماجي برؤيتها تمشي وهي تستخدم كرسيًا متحركًا في المدرسة. تهرب ماجي وهيلي بينما تعود سو آن إلى المنزل. بن، الذي ذهب إلى المدرسة الثانوية مع سو آن، يأتي إلى وظيفتها لتوصيل قطته ويدعوها لتناول المشروبات بعد العمل. في الحانة، يواجه بن سو آن بجهاز تتبع ويسألها عن سبب وجود ابنه في منزلها. بن يحذر سو آن من الابتعاد عن آندي. يكشف الفلاش باك أن سو آن، التي كانت معجبة ببن، قد تم خداعها لممارسة الجنس عن طريق الفم مع صبي اعتقدت أنه بن. كان بن قد ذهب إلى المدرسة ليشهد الاعتداء، بما في ذلك صديقته الحالية مرسيدس وإيريكا الشابة. لم تتعاف سو آن أبدًا من الصدمة والإذلال. دهست سو آن مرسيدس بشاحنتها فقتلتها. تقتل رئيسها، وتسحب الدم من كلب ماجي لوي، وتجذب بن إلى منزلها، حيث تطرده. يستيقظ بن عارياً ومقيداً بالسرير بمنشفة فوق فخذيه. ثم ترفع سو آن المنشفة ممسكة بالأعضاء التناسلية المكشوفة لبن من ناحية بينما تحمل سكينًا كبيرًا من ناحية أخرى وتهدد بقطعها، لكنها غيرت رأيها بعد ذلك بتغطيتها مرة أخرى بالمنشفة. سو آن تقارن بن بالكلب. قامت بنقل دم لوي إلى بن، وقطعت معصمه، وتركته ينزف ويموت. تخبر ماجي والدتها بالحقيقة بشأن سو آن، وتواجه إيريكا سو آن لفترة وجيزة. تستدرج سو آن ماجي بصورة لها مع آندي في قبو منزلها في حفلة عيد ميلاد تشاز. عندما تصل، تبقى المجموعة الأصلية فقط. تحاول إقناع آندي بالمغادرة لكنها تدرك أن الجميع قد تم تخديرهم. بينما تحاول ماجي الحصول على المساعدة، تجد جثة بن، وتقوم سو آن بتخديرها.تستيقظ ماجي مقيدة بالسلاسل في الطابق السفلي. سو آن تكوي معدة تشاز، وتغلق فم هالي، وترسم وجه داريل باللون الأبيض. يستيقظ آندي ويحاول إغواء سو آن. بعد التقبيل طعنته لأنه كذب. يصل ضابط شرطة وتطلق عليه سو آن النار بعد أن صرخت ماجي طلبًا للمساعدة. تجبر سو آن ماجي على جمع أصدقائها والتقاط الصور. تحاول سو آن شنق ماجي لكن جيني تتدخل وتشعل حريقًا في هذه العملية. يستيقظ الجميع ويحاولون الخروج مع انتشار الحريق. إيريكا، التي تعرف المكان المحتمل لماجي، تذهب مع زميلتها في العمل لإنقاذ المراهقين. تحاول سو آن إلقاء جيني في النار وتلقي باللوم على إيريكا لعدم إيقاف الاعتداء الجنسي. تعبر إيريكا عن ندمها وتطعن ماجي سو آن وتنقذ جيني. تجري المجموعة إلى الخارج بينما تصعد سو آن إلى الطابق العلوي وتستلقي مع جثة بن بينما يحترق المنزل.

## الميزانية
بلغت ميزانية الفيلم 5 مليون دولار أمريكي، وحقق الإيرادات بلغت 61 مليون دولار.